# Jan Driehuis
Jan Driehuis (3 luglio 1936 – 9 dicembre 2014) è stato un cestista e allenatore di pallacanestro olandese.

## Carriera
Con i Paesi Bassi ha disputato due edizioni dei Campionati europei (1961, 1963).